# Aragoz
Aragoz (en arabe égyptien : أراجوز) est un personnage du théâtre d'ombre pour enfants, qui est l'équivalent égyptien du personnage turc Karagöz.